# 400309 Ralfhofner
400309 Ralfhofner è un asteroide della fascia principale. Scoperto nel 2007, presenta un'orbita caratterizzata da un semiasse maggiore pari a 2,4034193 UA e da un'eccentricità di 0,1617292, inclinata di 5,58679° rispetto all'eclittica.